# Urladdning (1952)
Urladdning (originaltitel: Clash by Night) är en amerikansk dramafilm från 1952 i regi av Fritz Lang, baserad på en teaterpjäs av Clifford Odets. Den hade premiär i USA den 18 juni 1952 och i Sverige den 4 augusti samma år. Den svenska åldersgränsen är 15 år.

## Handling
En cynisk kvinna kommer tillbaka till sin hemstad. Hennes bror fruktar att hans käresta ska bli som hon.

## Om filmen
Filmen är inspelad i Monterey, Kalifornien.

## Musik i filmen
- "I Hear a Rhapsody", sång av Tony Martin